# Dwór Skarbków
Dwór Skarbków lub Dwór Mokronoskich – zabytkowy budynek przy ulicy gen. L. Okulickiego w Grodzisku Mazowieckim. Dwór powstał w 1782 roku i od 2004 roku jest siedzibą Państwowej Szkoły Muzycznej im. Tadeusza Bairda.

## Położenie
Budynek mieści się po wschodniej stronie ulicy gen. L. Okulickiego (DW 579) w środkowej części Grodziska Mazowieckiego. W pobliżu dworu znajduje się Osiedle Mikołaja Kopernika oraz Stawy Goliana.

## Historia

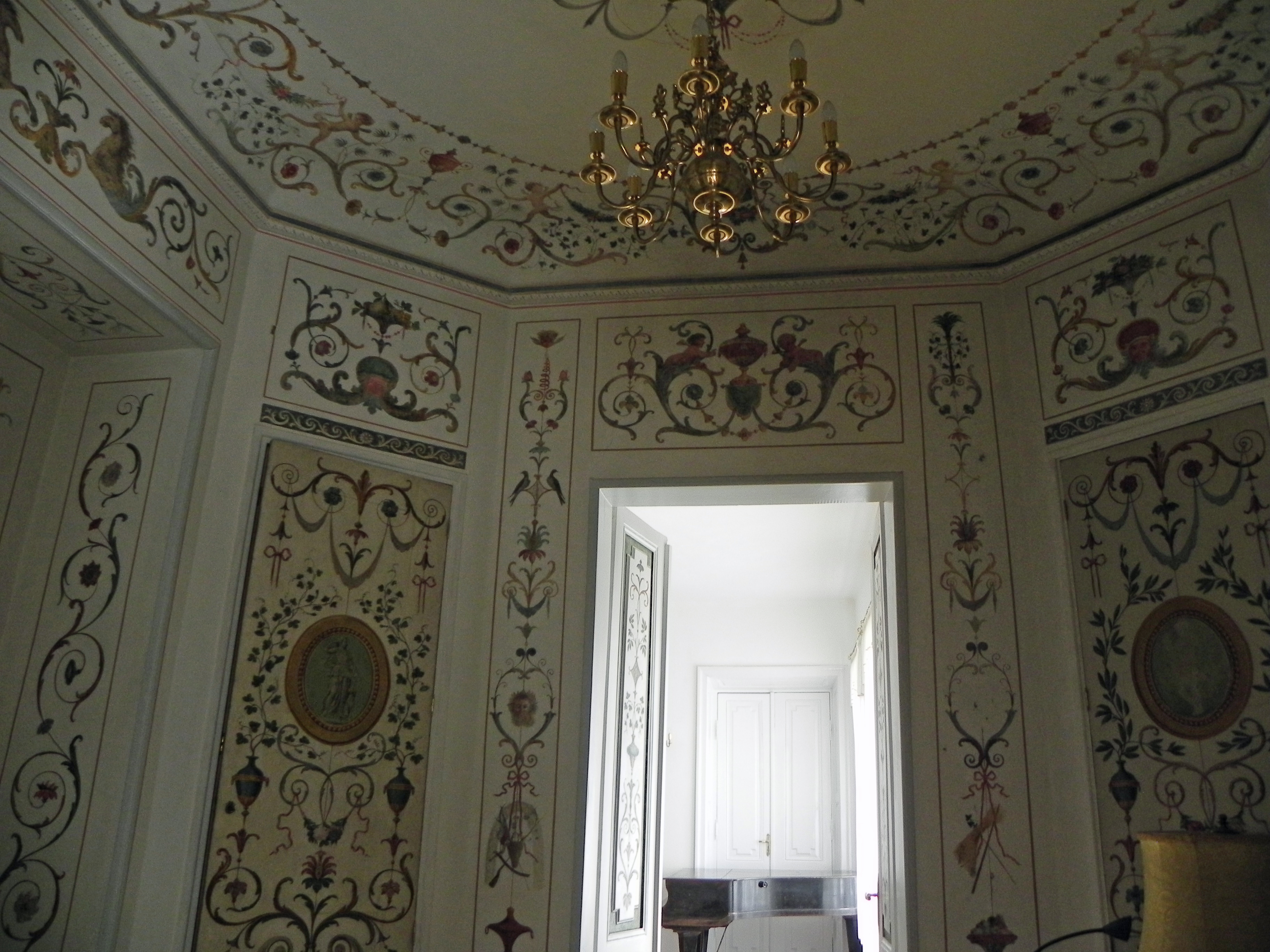
Wnętrze

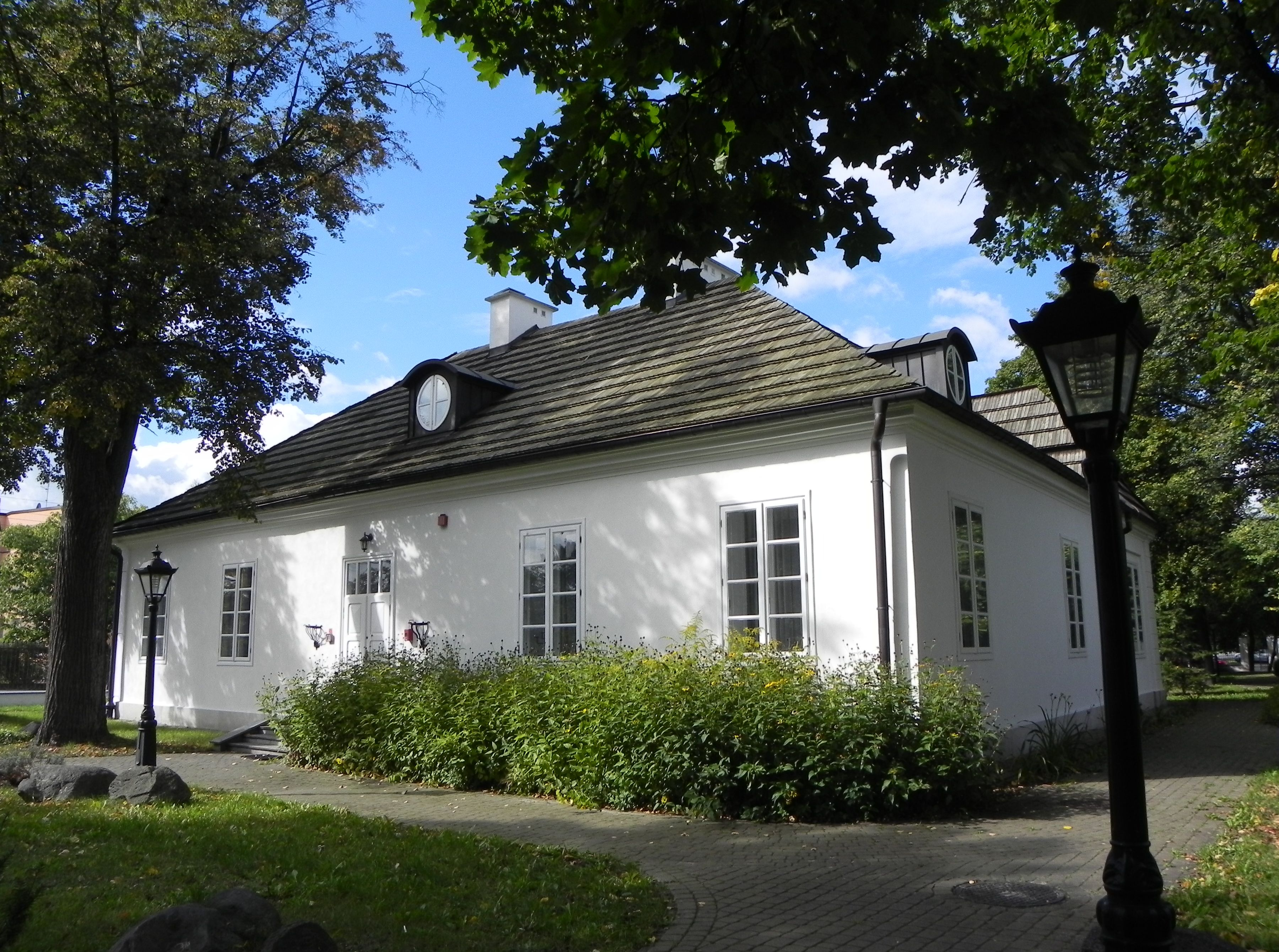
Dwór widoczny od południowej strony

Dwór został wybudowany w 2 poł. XVIII wieku dla rodziny Mokronoskich, którzy byli właścicielami dóbr Jordanowice i Grodzisk. Inicjatorem budowy dworu był Andrzej Mokronoski. Autorem projektu był Jan Sękowski, nadworny architekt Branickich. Możliwe jest to, że projektując budynek opierał się on na projektach z 1761 r. autorstwa Charlesa Pierre’a Coustou. W 1782 roku rozpoczęto ozdabianie malarskie dworu, głównymi autorami fresków byli Jan Bogumił Plersch oraz Antoni Herliczka. 
Dwór początkowo znajdował się na niewielkim wzniesieniu otoczonym parkiem, w którym mieściły się dwie oficyny, lamusy, oranżeria i stajnia. W 1869 roku posiadłość zakupił hr. Henryk Skarbek, który rozparcelował majątek na letnisko. 
W 1911 roku, resztki majątku zostały sprzedane przez spadkobierców hr. Henryka Skarbka, zakupił je Józef Jemiołkowski. Jemiołkowski w 1920 roku odsprzedał obiekt Pawłowi Smoleńskiemu. 
Dwór przetrwał II wojnę światową, lecz zamieszkujący go uchodźcy podzielili jego wnętrza. Po wojnie w 1953 spadkobiercy ostatniego właściciela dworu zostali wywłaszczeni. Budynek stał się siedzibą Dyrekcji Okręgowej Szkolnictwa Zawodowego. W latach 50 XX w. przeprowadzono konserwację malunków i fresków oraz samego obiektu, po czym w 1956 roku w dworze ulokowano Muzeum Regionalne PTTK. 
W latach 60 XX w. w pobliżu dworu zbudowano drogę tranzytową. W latach 70 XX w. rozebrano pozostałości zabudowy rezydencjonalnej wokół dworu. W 1976 roku ocalały lamus został rozebrany, a w miejscu parku rozpoczęto budowę Osiedla Mikołaja Kopernika. W latach 90 XX w. obiekt stanowił własność prywatnego właściciela, który doprowadził dwór do ruiny. W 1999 budynek został przejęty przez gminę. Po przejęciu obiektu przeszedł on gruntowny remont. Ratowania zniszczonych fresków podjął się zespół konserwatorów pod kierownictwem Anny Doroty Potockiej. 
Od 2004 roku dwór jest siedzibą Państwowej Szkoły Muzycznej im. Tadeusza Bairda.